# Olympische Sommerspiele 1992/Teilnehmer (Ruanda)
| Gelbes Symbol für Goldmedaillen mit stilisierten Olympischen Ringen | Graues Symbol für Silbermedaillen mit stilisierten Olympischen Ringen | Braundes Symbol für Bronzemedaillen mit stilisierten Olympischen Ringen |
| ------------------------------------------------------------------- | --------------------------------------------------------------------- | ----------------------------------------------------------------------- |
| —                                                                   | —                                                                     | —                                                                       |

Ruanda nahm an den Olympischen Sommerspielen 1992 in Barcelona, Spanien, mit einer Delegation von zehn Sportlern (sieben Männer und drei Frauen) an acht Wettkämpfen in zwei Sportarten teil. Medaillen konnten keine gewonnen werden. Es war die dritte Teilnahme an Olympischen Sommerspielen für das Land. 

## Teilnehmer nach Sportarten

### Leichtathletik
Damen
- Marcianne Mukamurenzi
  - 10.000-Meter-Lauf

Runde eins: ausgeschieden in Lauf eins (Rang zwölf), 33:00,66 min

- Inmaculle Naberaho
  - 3000-Meter-Lauf

Runde eins: ausgeschieden in Lauf zwei (Rang zehn), 10:02,62 min

- Laurence Niyonsaba
  - 1500-Meter-Lauf

Runde eins: ausgeschieden in Lauf eins (Rang zwölf), 4:24,87 min

Herren
- Seraphin Mugabo
  - 5000-Meter-Lauf

Runde eins: ausgeschieden in Lauf vier (Rang elf), 14:25,97 min

- Alphonse Munyeshyaka
  - 1500-Meter-Lauf

Runde eins: ausgeschieden in Lauf zwei (Rang 13), 3:58,75 min

- Mathias Ntawulikura
  - 10.000-Meter-Lauf

Runde eins: ausgeschieden in Lauf zwei (Rang zwölf), 28:51,79 min

- Ildephonse Sehirwa
  - Marathon

Finale: 2:27:44 h, Rang 60

### Radsport
Herren
- Faustin M'Parabanyi
  - Straßenrennen (194 km)

Finale: Rennen nicht beendet (DNF)

- Emmanuel Nkurunziza
  - Straßenrennen (194 km)

Finale: Rennen nicht beendet (DNF)

- Alphonse Nshimiyiama
  - Straßenrennen (194 km)

Finale: Rennen nicht beendet (DNF)